# Melchizedek (Pajewski)
Melchizedek, imię świeckie Michaił Lwowicz Pajewski (ur. 3 listopada?/15 listopada 1879 w Witulinie, zm. 17 maja 1931 w Moskwie) – biskup Rosyjskiego Kościoła Prawosławnego narodowości białoruskiej. 

## Życiorys
Urodził się jako jedno z dziewięciorga dzieci duchownego prawosławnego, proboszcza parafii w Witulinie, Lwa Pajewskiego. Od najmłodszych lat był wdrażany do służby w cerkwi. Gdy dorósł, podjął naukę w seminarium duchownym w Petersburgu, jednak z uwagi na chorobę płuc przeniósł się do analogicznej szkoły w Symferopolu, którą ukończył w 1898. W tym samym roku został riasofornym mnichem. W 1905 ukończył studia teologiczne w Kazańskiej Akademii Duchownej. Wcześniej, w 1901, złożył wieczyste śluby mnisze, przyjmując imię Melchizedek. Od 1904 do 1905 wykładał w seminarium duchownym w Mohylewie. W 1905 otrzymał godność archimandryty i przez dwa lata był przełożonym Monasteru Brackiego w Mohylewie. Następnie przez dwa lata kierował monasterem w Chersoniu, zaś od 1909 do 1910 – monasterem Przemienienia Pańskiego w Nowogrodzie Siewierskim. W latach 1914–1916 kierował jako rektor seminarium duchownym w Tyflisie. Z powodu udzielenia zgody na odprawianie nabożeństw dla seminarzystów w języku gruzińskim wszedł w konflikt z miejscowymi władzami.
8 września 1916 w soborze Kazańskiej Ikony Matki Bożej w Petersburgu miała miejsce jego chirotonia na biskupa kronsztadzkiego, wikariusza eparchii petersburskiej. Po roku jego tytuł uległ zmianie na biskup ładoski, przy zachowaniu dotychczasowych obowiązków. W 1919 został z kolei biskupem słuckim, wikariuszem eparchii mińskiej, zarządzającym nią jako locum tenens. W tym samym roku otrzymał godność biskupa mińskiego i turowskiego. Wśród wiernych eparchii cieszył się znacznym autorytetem. W czasie akcji konfiskaty kosztowności cerkiewnych, pragnąc uniknąć starć między władzami bolszewickimi a wiernymi, zaapelował do parafii o bezproblemowe przekazywanie przedmiotów niemających znaczenia liturgicznego, przez co na terenie eparchii mińskiej nie doszło do krwawych zajść związanych z konfiskatą.
W 1923 eparchie Rosyjskiego Kościoła Prawosławnego położone na ziemiach białoruskich ogłosiły autonomię, pragnąc odciąć się od Żywej Cerkwi i wewnętrznych konfliktów w Kościele Rosyjskim. Biskup Melchizedek został wybrany na metropolitę białoruskiego i mińskiego i przyjął tę godność mimo próśb patriarchy Tichona o odmowę przyjęcia jednostronnie nadanego tytułu.
W 1924 Melchizedek (Pajewski) został oskarżony o ukrywanie kosztowności cerkiewnych przed konfiskatą i skazany na trzy lata pozbawienia wolności w zawieszeniu. Powodem łagodnego wyroku był fakt, iż przed sądem w Mińsku zebrał się tłum wiernych, co skłoniło władze bolszewickie do demonstracyjnego uwolnienia popularnego hierarchy. Już w roku następnym duchowny został jednak zmuszony do wyjazdu do Moskwy, tam zatrzymany i sądzony razem z metropolitą moskiewskim Piotrem. Przetrzymywany w więzieniu na Butyrkach, duchowny został ostatecznie zwolniony po podpisaniu zobowiązania do pozostawania w Mińsku. Po powrocie na Białoruś metropolita Melchizedek przyłączył się do ruchu grigoriewców, jednak już w czerwcu 1926 ogłosił jego porzucenie i złożył przez zastępcą locum tenens Patriarchatu Moskiewskiego metropolitą Sergiuszem akt pokutny, rezygnując również z tytułu metropolity. Metropolita Sergiusz powierzył mu dalszy zarząd eparchią mińską. W maju 1927 został ponownie aresztowany i uwięziony na Butyrkach, pod zarzutem wykorzystywania „przesądów religijnych mas” w celach działalności antyradzieckiej. We wrześniu tego roku został zwolniony po podpisaniu zobowiązania o pozostaniu w Moskwie. W 1928 otrzymał godność arcybiskupią.
W 1928 został wyznaczony na ordynariusza eparchii krasnojarskiej i jenisejskiej. W 1931 zmarł nagle na atak serca w czasie Świętej Liturgii w cerkwi Opieki Matki Bożej przy ul. Krasnosielskiej w Moskwie, którą koncelebrował razem z arcybiskupem Aleksym (Simanskim) i biskupem Teofanem (Siemieniaką).
W 80. rocznicę śmierci hierarchy na budynku Wydziału Teologicznego Białoruskiego Państwowego Uniwersytetu w Mińsku odsłonięto tablicę jego pamięci.